# Joseph Schildkraut
Joseph Schildkraut (22 de març de 1896, Viena, Imperi Austrohongarès - 21 de gener de 1964, Nova York, Estats Units) va ser un actor estatunidenc d'origen austríac.

## Biografia
El 1921, Schildkraut va interpretar el paper del títol en la primera producció americana de Ferenc Molnár, Liliom, l'obra que finalment esdevindria la base per Carousel de Rodgers i Hammerstein.
Va començar a treballar en el cinema mut, tot i que va retornar al teatre ocasionalment. Va tenir aviat èxit al cinema com el Chevalier de Vaudrey al film Orphans of the Storm de D.W. Griffith amb Lillian Gish. Més tard, va fer de Judes Iscariot a la pel·lícula èpica de Cecil B. DeMille Rei de Reis.
Schildkraut va rebre un Oscar al millor actor secundari pel seu paper d'Alfred Dreyfus a The Life of Emile Zola (1937). Va obtenir més fama per interpretar l'ambiciós duc d'Orleans en l'èpica històrica Maria Antonieta (1938), amb Norma Shearer, Tyrone Power, John Barrymore i Robert Morley, i va tenir una actuació notable com el dolent Nicolas Fouquet a L'home de la màscara de ferro (1939).
Schildkraut és també recordat per fer d'Otto Frank a The Diary of Anne Frank (1959). Era també un actor de personatges actius, i surt com a convidat a diversos espectacles televisius primerencs, destacant el Hallmark hall of Fame, on va fer de Claudi en la producció televisiva de 1953 de Hamlet, amb Maurice Evans. També va aparèixer en dos episodis de The Twilight Zone, Deaths-Head Revisited i The Trade-Ins. El 1963, va ser nomenat com a millor actor als Premis Emmy per la seva actuació al drama Sam Benedict amb Edmond O'Brien i Richard Rovella.

## Filmografia
- Orphans of the Storm (1921)
- The Road to Yesterday (1925)
- The King of Kings (1927)
- Show Boat (1929)
- The Mississippi Gambler (1929)
- Carnival (1931)
- Viva Villa! (1934)
- Cleopatra (1934)
- The Crusades (1935)
- The Garden of Allah (1936)
- Slave Ship (1937)
- Souls at Sea (1937)
- The Life of Emile Zola (1937)
- Lancer Spy (1937)
- Maria Antonieta (1938)
- Suez (1938)
- Idiot's Delight (1939)
- Els tres mosqueters (The Three Musketeers) (1939)
- L'home de la màscara de ferro (The Man in the Iron Mask) (1939)
- Mr. Moto Takes a Vacation (1939)
- The Rains Came (1939)
- The Shop Around the Corner (1940)
- The Tell-Tale Heart (1941)
- Algun dia tornaré (Flame of Barbary Coast) (1945)
- The Cheaters (1945)
- Monsieur Beaucaire (1946)
- Lady of the Tropics (1939)
- The Diary of Anne Frank (1959)
- The Greatest Story Ever Told (1965)